# ماسیمو پوپیلو
ماسیمو پوپیلو (ایتالیایی: Massimo Pupillo؛ ۱۹۲۲ – دسامبر ۱۹۹۹) کارگردان فیلم، تهیه‌کننده فیلم و فیلم‌نامه‌نویس اهل ایتالیا بود.
از فیلم‌هایی که وی در آن‌ها نقش داشته‌است، می‌توان به عشق بدوی، انتقام خانم مورگان و گودال خونین وحشت اشاره نمود.